# Cyryl ze Scytopolis
Cyryl ze Scytopolis, gr. Κύριλλος ὁ Σκυθοπολίτης Kyrillos ho Skythopolitēs, łac. Cyrillus  Scythopolitanus (ur. ok. 524 w Scytopolis, zm. po 599 w Mar Saba) – bizantyński mnich i hagiograf, autor żywotów świętych pustelników: Saby, Eutymiusza, Jana Hezychasty i Cyriaka.

## Życiorys
Nieliczne wiadomości o życiu Cyryla pochodzą z uwag autobiograficznych rozsianych po jego twórczości. Urodził się około 524 roku w Scytopolis w Galilei. We wczesnej młodości został mnichem w rodzinnym mieście. Przebywał potem na Pustyni Judzkiej, około trzydziestego roku życia wstąpił do monasteru – ławry świętego Eutymiusza, w której spędził niemal 11 lat. Tamtejsza reguła (ustanowiona dla dużego klasztoru lub dla ich zespołu) zezwalała mnichom na tylko jedną rozmowę w tygodniu. Wskutek tego nazywano ich hezychastami (milczącymi). Po opuszczeniu tej ławry Cyryl został hezychastą w Wielkiej Ławrze św. Saby, przyjaciela jego rodziców, którego obrał sobie za ojca duchowego.

## Twórczość
W latach 554-556 Cyryl napisał swe cztery główne utwory biograficzne, rozpoczynając od obszernego Żywota św. Saby, swojego mistrza. Oprócz żywota zmarłego w 532 roku świętego, zamieścił tam dzieje drugiego sporu ortodoksji z orygenistami, wyznawcami pochodzącej od Orygenesa teorii apokatastazy (powrotu dusz i ludzi w ramach cyklu kosmicznego do pierwotnej jedności z Bogiem), a także historię monastycyzmu palestyńskiego. Kolejno napisał Żywot świętego Eutymiusza (zm. 473), założyciela klasztoru cenobitycznego, w którym  także sam wcześniej przebywał, jak również Żywot św. Jana Hezychasty z Ławry św. Saby (zm. 559) i Żywot św. Cyriaka (zm. 556).
Kolejne żywoty Cyryla nie dorównywały poprzednim oryginalnością i rozległością tematu. Jego Żywot św. Teogniosa, biskupa z Betelii (zm. 522) i Żywot św. Teodozjusza (zm. 529) opierały się na wcześniejszych biografiach Pawła Helladika i Teodora z Petry. Żywot św. Abramiusza, biskupa Kratei (zm. 557), znany tylko z przekładu arabskiego, czy przypisywany mu Żywot św. Gerazyma, nasuwają badaczom przypuszczenie, iż jako hagiograf zamierzał opracować żywoty wszystkich znanych mu mnichów palestyńskich.
Cyryl niejednokrotnie narzekał na brak odpowiedniego wykształcenia retorycznego. Pisał jednak językiem obrazowym, stylem żywym, niewyszukanym. W opisie przedstawianych zdarzeń i w ich datowaniu zachowywał dokładność, sumiennie też przedstawiał kontrowersje teologiczne, co nadaje mu cechę wiarygodnego źródła wiadomości.

## Polskie wydania twórczości
- Cyryl ze Scytopolis: Żywoty mnichów palestyńskich, Tyniec Wydawnictwo Benedyktynów, Kraków, 2011, ISBN 978-83-7354-411-6